# Aromadedrina
Aromadendrina (aromodedrina o dihydrokaempferol) es un flavanonol, un tipo de flavonoide. Se puede encontrar en la madera de Pinus sibirica.

## Metabolismo
La enzima dihydrokaempferol 4-reductasa usa cis-3,4-leucopelargonidin y NADP+ para producir (+)-aromadendrin, NADPH, y H+.

### Glucósidos
(2R,3R)-trans-Aromadendrin-7-O-beta-D-glucopyranoside-6"-(4"-hydroxy-2"-methylene butanoate) es un glucósido acetilado de aromadendrin aislado de la corteza del tallo de Afzelia bella (Fabaceae).
Phellamurin es la 8-prenyl 7-glucósido derivado de aromadendrin.

## Química
(+)-Leucopelargonidin, (2R,3S,4R)-3,4,5,7,4-pentahydroxyflavan, se puede sintetizar a partir de (+)-aromadendrin por reducción de borohidruro de sodio.